# ロバート・ゲーツ

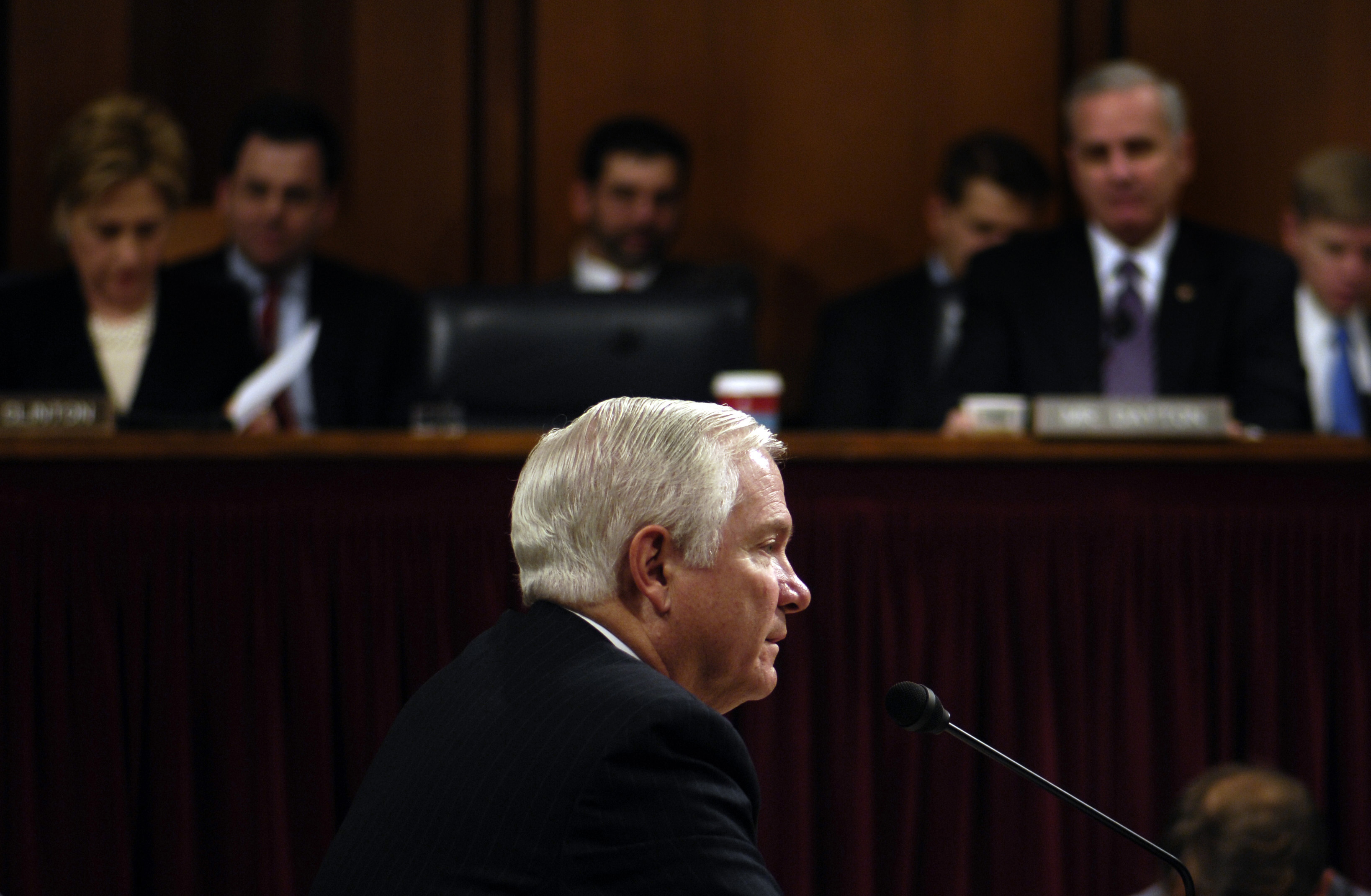
アメリカ合衆国上院軍事委員会の公聴会で質問に答えるゲーツ（2006年12月5日）

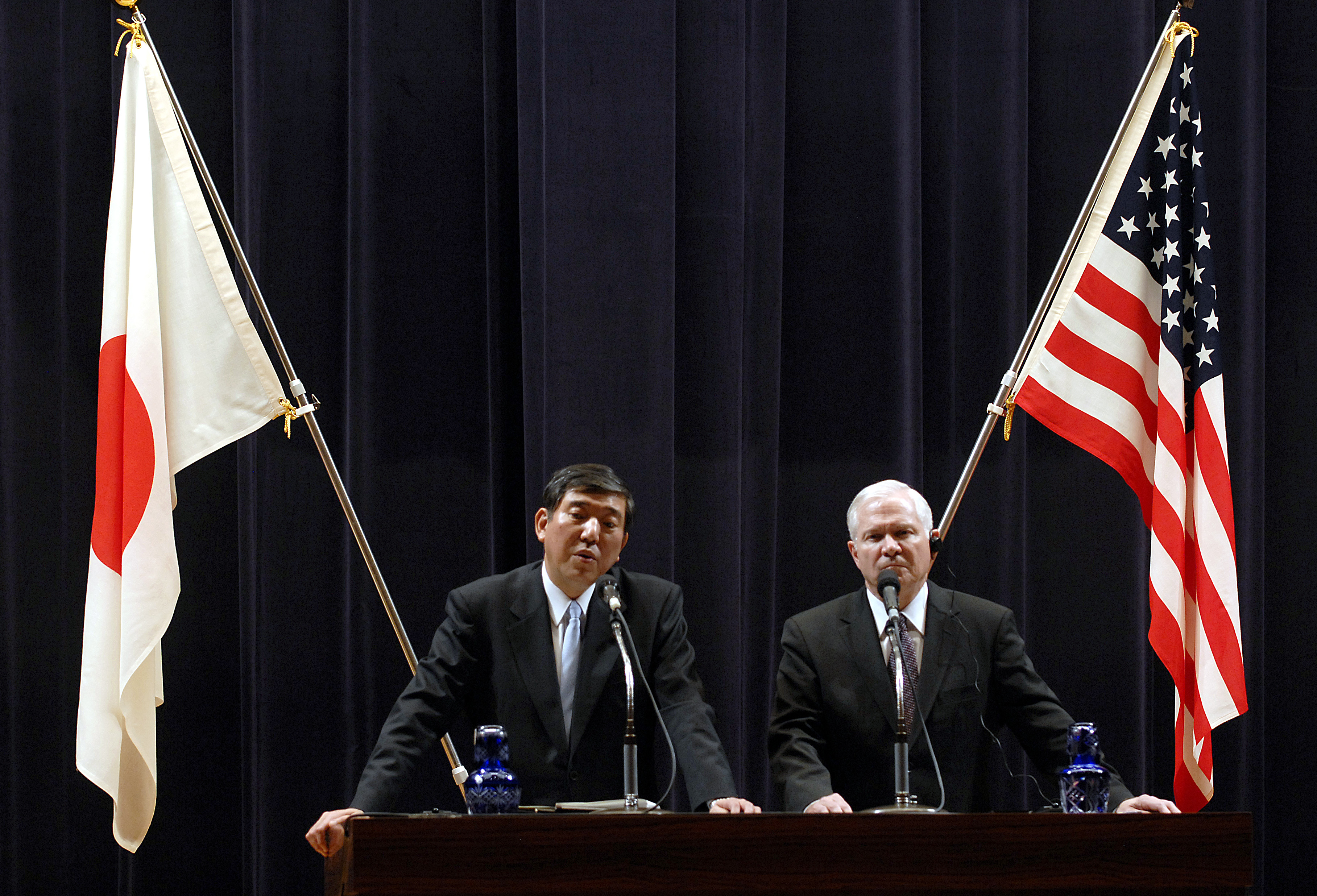
日本で日米共同声明を発表をする石破茂防衛相（左）と（2007年11月8日）

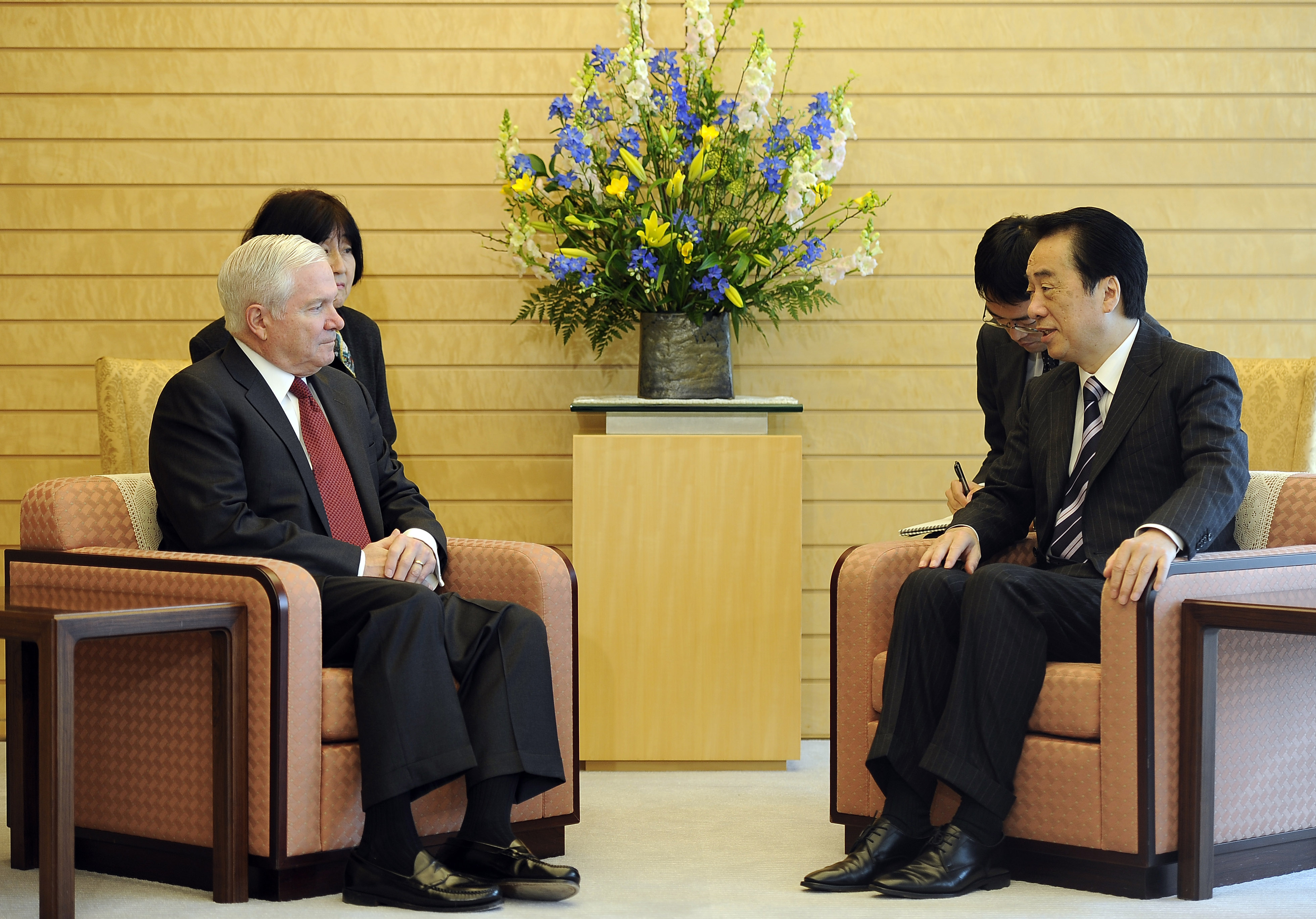
菅直人首相と

ロバート・マイケル・ゲーツ（英語: Robert Michael Gates, Ph.D.、1943年9月25日 – ）は、アメリカ合衆国の政治家。ジョージ・W・ブッシュ政権2期目とバラク・オバマ政権1期目で第22代アメリカ合衆国国防長官を務めた。第15代中央情報長官（CIA長官）、テキサスA&M大学学長を歴任した。現在は第24代ウィリアム・アンド・メアリー大学総長である。
所属政党については、ジョージ・H・W・ブッシュとジョージ・W・ブッシュ政権などでの閣僚・補佐官経験から共和党員と思われがちであるが、実際は無所属を貫いており共和党員として登録したことはない。ただしゲーツ自身は自らのことを「共和党支持者だと思っている」とのことである。
ビル・ゲイツと同姓だが、日本では慣用的に「ゲイツ」ではなく「ゲーツ」とされることが多い。

## 来歴

### 初期の経歴
1943年9月25日にアメリカのカンザス州ウィチタに誕生する。1961年に公立のウィチタ東高校（en:Wichita High School East）をオールAの成績で卒業後、奨学金を受けてウィリアム・アンド・メアリー大学（W&M）に入学する。W&M在学中は歴史学（ヨーロッパ史）を専攻すると共に、全米やフィリピンに組織を持つ学生団体（フラタニティ）である「アルファ・ファイ・オメガ」に所属するなど、勉学以外にも様々な活動に関わった。1965年にW&M大学を卒業後はインディアナ大学に移って修士課程（歴史学専攻）で学び、翌年の1966年に修士号を取得する。1974年にジョージタウン大学から博士号（ロシア・ソビエト史）を取得。

### アメリカ中央情報局分析官としての経歴
インディアナ大学修士課程在学中にアメリカ中央情報局（CIA）からスカウトを受け、修士課程を修了した1966年に入局した。入局当初はCIA本局ではなく、兵役の関係から情報士官としてアメリカ空軍に入隊することになり、1967年1月4日に少尉として任官、以後1969年に除隊するまで戦略航空軍団（SAC）の拠点の1つであったミズーリ州のホワイトマン空軍基地で大陸間弾道ミサイル（ICBM）・ミニットマンの運用担当要員に対する情報（インテリジェンス）報告任務に従事した。また、少尉任官後間も無い1967年1月7日にベッキー夫人とワシントン州シアトルで結婚した。
除隊後はCIAに復帰し、情報本部ソ連東欧部の分析官となる。1974年から1979年までアメリカ国家安全保障会議に出向した後、1979年後半にCIAに復帰し、情報本部戦略評価センター長・国家情報官（ソ連東欧担当）を経て、1981年から翌年の1982年まで中央情報長官・副長官室（DCI/DDCI Executive Staff）部長を、1982年から1986年まで情報担当次官（Deputy Director for Intelligence，DDI）にそれぞれ務め、1986年4月には、ロナルド・レーガン政権の下で、ジョン・マクマホンの後任として中央情報副長官に就任した。1987年初めにはレーガン大統領から中央情報局長官に指名されるが、イラン・コントラ事件へのゲーツの関与疑惑を問題視したアメリカ合衆国上院がこの人事を承認しない姿勢を明確にしたため、指名を撤回されている。

### ジョージ・H・W・ブッシュ政権
1989年1月20日にジョージ・H・W・ブッシュ政権が発足した。ゲーツは引き続き中央情報副長官を務めていたが、同年3月、空席であった国家安全保障問題担当大統領次席補佐官に任命され、これに転じた。1991年5月14日には、ウィリアム・H・ウェブスター長官の後任として中央情報長官（CIA長官）に指名された。レーガン政権以来2度目の指名となった今回は上院で承認され、承認翌日の1991年11月6日に就任した。CIA生え抜きの人物が中央情報長官に就任するのはCIA史上初のことであり、1993年のビル・クリントン政権への政権移行まで長官を務めた。
アメリカ中央情報局長官退任後は大学教授に転身し、テキサスA&M大学にて1999年から学部長に2002年から学長を務めた。

### ジョージ・W・ブッシュ政権
2006年にドナルド・ラムズフェルド国防長官の辞任に伴い、ジョージ・W・ブッシュ大統領から後任に指名された。同年12月29日にアメリカ合衆国上院から承認を受け、第22代アメリカ合衆国国防長官に就任。2007年のイラクに対するアメリカ軍増派作戦を主導し、イラクの治安を改善させるのに成功した。

### バラク・オバマ政権
2009年1月20日に発足したバラク・オバマ政権でも国防長官として留任した。アメリカにおいて対立党派などから閣僚を起用するのは珍しいことではないが、政権交代の際に国防長官が留任したのはアメリカ史上初めてのケースである。2011年7月1日に国防長官を退任し、国防総省で開かれた退任式典でオバマ大統領から大統領自由勲章を授与された。
2011年9月にウィリアム・アンド・メアリー大学総長サンドラ・デイ・オコナーの後任に選出され、2012年2月3日に就任した。
2017年に秋の叙勲で旭日大綬章を受章した。

## 著書
- From the Shadows: The Ultimate Insider's Story of Five Presidents and How They Won the Cold War, Simon & Scribner, 2007. ISBN 978-1416543367
- Duty: Memoirs of a Secretary at War, Knopf, 2014. ISBN 978-0307959478